# Échecs aux Jeux africains de 2019
Navigation
2011 2023
Les compétitions d'échecs aux Jeux africains de 2019 ont lieu du 24 au 28 août 2019 à l'Hôtel Mogador de Casablanca, au Maroc. 

## Médaillés
| Rapide individuel hommes | Ahmed Abdelshahid (EGY)                                        | Bassem Amin (EGY)                                                       | Harold Wanyama (UGA)                                                                       |  |  |  |
| Blitz individuel hommes  | Bassem Amin (EGY)                                              | Ahmed Abdelshahid (EGY)                                                 | Bilel Youcef Bellahcene (ALG)                                                              |  |  |  |
|                          |                                                                |                                                                         |                                                                                            |  |  |  |
| Rapide individuel femmes | Shrook Wafa (EGY)                                              | Makumba Lorita Mwango (ZAM)                                             | Sabrina Latreche (ALG)                                                                     |  |  |  |
| Blitz individuel femmes  | Shrook Wafa (EGY)                                              | Shahenda Wafa (EGY)                                                     | Lina Nassr (ALG)                                                                           |  |  |  |
|                          |                                                                |                                                                         |                                                                                            |  |  |  |
| Rapide par équipe mixte  | Égypte Ahmed Abdelshahid Bassem Amin Shrook Wafa Shahenda Wafa | Algérie Bilel Youcef Bellahcene Adlane Arab Lina Nassr Sabrina Latreche | Zimbabwe Rodwell Makoto Emarald Takudzwa Mushore Linda Dalitso Shaba Colletah Wakuruwarewa |  |  |  |

## Tableau des médailles
| Rang  | Nation   | Or | Argent | Bronze | Total |
| ----- | -------- | -- | ------ | ------ | ----- |
| 1     | Égypte   | 5  | 3      | 0      | 8     |
| 2     | Algérie  | 0  | 1      | 3      | 4     |
| 3     | Zambie   | 0  | 1      | 0      | 1     |
| 4     | Ouganda  | 0  | 0      | 1      | 1     |
| 4     | Zimbabwe | 0  | 0      | 1      | 1     |
| Total | Total    | 5  | 5      | 5      | 15    |